# Топлац
Топлац или Топлец (на сръбски: Топлац или Toplac) е село в Югоизточна Сърбия, Пчински окръг, Град Враня, община Вранска баня.

## География
Селото е разположено във Вранската котловина, близо до десния бряг на река Южна Морава. Отстои на 4 километра югозападно от общинския център Вранска баня, на 7 километра източно от Враня, северно от село Чуковац и югозападно от село Кумарево.

## История
По време на Първата световна война селото е във военновременните граници на Царство България, като административно е част от Вранска околия на Врански окръг.

## Население
Според преброяването на населението от 2011 г. селото има 452 жители.

### Етнически състав
Данните за етническия състав на населението са от преброяването през 2002 г.
- сърби – 518 жители (99,8%)
- неизяснени – 1 жител (0,2%)